# Tangenssatsen
Tangenssatsen är inom trigonometrin en sats som anger sambandet mellan två sidor och deras motstående vinklar för en godtycklig triangel:
{\displaystyle {\frac {a-b}{a+b}}={\frac {\tan({\frac {1}{2}}(\alpha -\beta ))}{\tan({\frac {1}{2}}(\alpha +\beta ))}}}
Ovanstående samband gäller för godtyckliga sidor {\displaystyle a} och {\displaystyle b} samt godtyckliga vinklar {\displaystyle \alpha } och {\displaystyle \beta }.

## Bevis
Enligt sinussatsen gäller
{\displaystyle {\frac {a}{\sin \alpha }}={\frac {b}{\sin \beta }}}
Låt
{\displaystyle d={\frac {a}{\sin \alpha }}={\frac {b}{\sin \beta }},}
så att
{\displaystyle a=d\sin \alpha {\text{ och }}b=d\sin \beta \,}
Av detta följer
{\displaystyle {\frac {a-b}{a+b}}={\frac {d\sin \alpha -d\sin \beta }{d\sin \alpha +d\sin \beta }}={\frac {\sin \alpha -\sin \beta }{\sin \alpha +\sin \beta }}.}
Genom att använda den trigonometriska identiteten för summa till produkt
{\displaystyle \sin(\alpha )\pm \sin(\beta )=2\sin \left({\frac {\alpha \pm \beta }{2}}\right)\cos \left({\frac {\alpha \mp \beta }{2}}\right),\;}
erhålls 
{\displaystyle {\frac {a-b}{a+b}}={\frac {2\sin {\tfrac {1}{2}}\left(\alpha -\beta \right)\cos {\tfrac {1}{2}}\left(\alpha +\beta \right)}{2\sin {\tfrac {1}{2}}\left(\alpha +\beta \right)\cos {\tfrac {1}{2}}\left(\alpha -\beta \right)}}={\frac {\tan[{\frac {1}{2}}(\alpha -\beta )]}{\tan[{\frac {1}{2}}(\alpha +\beta )]}}}